# ゼイン・ノンゴール
ゼイン・ノンゴール（Zane Nonggorr、2001年3月30日 - ）は、スーパーラグビー・パシフィック、レッズに所属するラグビー選手。

## プロフィール
- オーストラリア・ケアンズ出身[1]。
- ポジションはプロップ(PR)。
- 身長 187cm、体重 130kg
- オーストラリア代表キャップは4（2024年2月現在）でワールドカップ2023のオーストラリア代表に選ばれた[2]。

## 略歴
2019年、レッズに加入。